# Cylindromyia brassicaria
Cylindromyia brassicaria là một loài ruồi trong họ Tachinidae.